# 중화인민공화국의 석유 산업

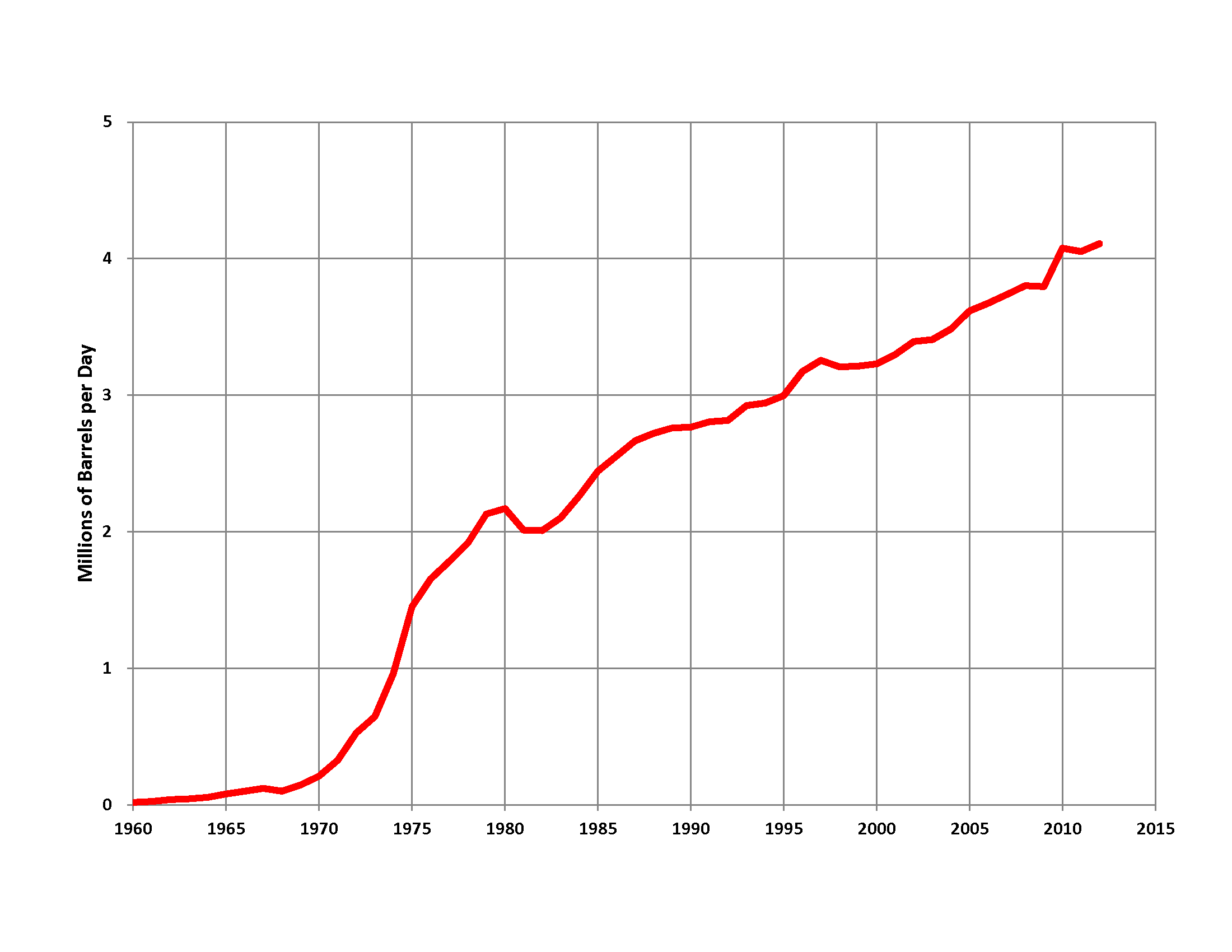
중국의 석유 생산

중화인민공화국은 세계 7위의 석유 생산국이자 세계 2위의 원유 소비국이다. 또한 2013년 세계 최대 석유 수입국이 됐다.

## 역사

### 초기 역사
청나라는 초기에 석유 채굴을 금지했으나 양무운동 때 근대적인 해군을 창설하고 근대 산업을 육성하고자 폐지됐다. 1875년 청나라 정부는 허베이성 한단시 츠현과 대만을 석유 채굴 시험지로 선정했다. 청나라는 석유를 채굴하려고 했으나 부정부패, 저효율, 국내 투자액 부족으로 저해됐다.

### 중화민국 시기
1930년대 중화민국에서 가장 중요한 석유 제품은 등유에서 휘발유로 바뀌었다. 중화민국은 스탠다드오일, 아시아 석유 회사, 텍사코 같은 세계적 서유 회사들을 통한 수입에 의존했다. 개항장을 통해 수입된 석유는 선박에 의해, 주로 장강을 따라 운송됐다.
1949년에는 간쑤성 주취안시 위먼시에 있는 옥문유전이 유일한 국내 유전이었으나 국내 석유 수요에 한참 미달했다. 국부천대 이후 옥문유전은 중화민국 국가자원위원회로부터 중화인민공화국 측에 넘겨졌다. 국가자원위원회 소속 지질학자들과 기술자들은 대부분 중공에 잔류했다.

## 중화인민공화국 시대 초기
경제 성장 지속을 위한 적절한 에너지 공급 확보가 1949년 이래 중화인민공화국 측의 주요 관심사였기 때문에 중화인민공화국 측은 석유 탐사에 노력을 기울였다.
석유는 원래 트럭으로 운송되었으나 1956년 란저우시에 철도가 건설됐다. 1957년 송유관 공사가 이뤄졌다. 옥문 정제소는 규모가 커지고 현대화됐으며 1960년대에 옥문유전의 생산량이 약 200만 톤이라고 보고됐다.
1959년 만주국 둥베이 평원에서 석유가 발견됐는데 그중 가장 중요한 것은 헤이룽장성에 있는 다칭 유전으로서 다칭 유전은 이후 수십 년 간 중화인민공화국의 석유 생산에서 핵심 역할을 해왔다. 성리 유전은 1968년 생산을 시작하여 다칭 유전 다음으로 가장 큰 유전이 됐다. 이외에도 1950년대와 1960년대에 걸쳐 수많은 석유 매장지가 발견됐고 이로 인해 1960년대 말에는 독립적 석유 산업이 갖춰졌다.
문화대혁명의 첫 두 해 동안 석유 생산이 방해됐고 1967년 석유 부족으로 이어졌다. 다칭 유전은 군부 측으로부터 복구 명령을 받은 첫 장소였고 1967년 3월 재건되어 생산을 계속했다.

### 석유 수출기
1960년대 말부터 1970년대 초반까지 전국적으로 석유 탐사가 증가했고 화중 지역과 화북 지역에서 새로운 매장지가 발견됐다. 1968년부터 1978년까지 중화인민공화국의 석유 생산은 매년 평균 20% 증가하여 석유 수출국이 됐다.
제1차 석유 파동으로 인해 유가가 전세계적으로 급격히 상승했다. 산업화 국가들 중에서는 석유를 전적으로 수입하던 일본이 가장 큰 타격을 받아 중공산 석유를 많이 사들였다. 중화인민공화국은 또한 일본으로부터 다칭 유전 개발을 위해 대출을 받았고 석유로 상환했다.
1979년부터 1997년까지 일본국제협력은행은 중화인민공화국 측에 몇몇 석유와 석탄 개발 프로젝트를 위해 대출을 해줬는데 대출액은 1400억 불에 달했다.

### 석유 수입기
1993년 국내 석유 수요가 국내 생산보다 많아져서 중화인민공화국은 석유 순수입국이 됐다.

## 국내 생산

2009년 현재 중화인민공화국의 석유 매장량

중화인민공화국의 육상 석유 자원은 거의 화북 지역에 집중되어 있다. 대규모 유전에는 다칭 유전, 승리 유전, 요하 유전, 카라마이 유전, 다강 유전이 있다.
중화인민공화국의 1인당 석유 자원은 적다.
성 정부 차원에서 1960년에 석유 생산이 시작했고 1963년에는 석유 생산이 거의 230만 톤에 이르렀다. 다칭 유전 생산량은 줄었지만 1965년 승리 유전, 산동유전, 다강유전, 천진유진이 수입 원유 수요를 거의 감소시키기에 충분한 정도로 석유를 생산했다.